# تلمبه اصغر هندیزی
تلمبه اصغر هندیزی روستایی در دهستان محمودآبادسید بخش زیدآباد شهرستان سیرجان استان کرمان ایران است.

## جمعیت
بر پایه سرشماری عمومی نفوس و مسکن در سال ۱۳۹۵ جمعیت این مکان ۹۴ نفر (۲۸خانوار) بوده‌است.